# Championnat d'Islande de football de deuxième division 1983
Navigation
Saison précédente Saison suivante
La saison 1983 de 2. Deild était la 29e édition de la deuxième division islandaise. Les 10 clubs jouent les uns contre les autres lors de rencontres disputées en matchs aller et retour.
Les 2 premiers du classement en fin de saison sont promus en 1. Deild, tandis que les 2 derniers sont relégués en 3. Deild.
Le Fram Reykjavik et le KA Akureyri, relégués de 1. Deild, remontent dès la fin de saison en première division.

## Compétition

### Classement
Le barème de points servant à établir le classement se décompose ainsi :
- Victoire : 2 points
- Match nul : 1 point
- Défaite : 0 point

| Rang | Équipe            | Pts | J  | G  | N | P  | Bp | Bc | Diff |
| ---- | ----------------- | --- | -- | -- | - | -- | -- | -- | ---- |
| 1    | Fram Reykjavik R  | 26  | 18 | 10 | 6 | 2  | 33 | 18 | +15  |
| 2    | KA Akureyri R     | 25  | 18 | 10 | 5 | 3  | 31 | 21 | +10  |
| 3    | FH Hafnarfjörður  | 20  | 18 | 6  | 8 | 4  | 28 | 23 | +5   |
| 4    | Víðir Garður P    | 20  | 18 | 7  | 6 | 5  | 14 | 12 | +2   |
| 5    | Völsungur Húsavík | 17  | 18 | 7  | 3 | 8  | 19 | 18 | +1   |
| 6    | UMF Njarðvík      | 17  | 18 | 7  | 3 | 8  | 18 | 18 | 0    |
| 7    | KS Siglufjörður P | 17  | 18 | 5  | 7 | 6  | 16 | 18 | -2   |
| 8    | Einherji          | 17  | 18 | 5  | 7 | 6  | 17 | 21 | -4   |
| 9    | Fylkir Reykjavik  | 11  | 18 | 3  | 5 | 10 | 15 | 25 | -10  |
| 10   | Reynir Sandgerði  | 10  | 18 | 1  | 8 | 9  | 9  | 26 | -17  |

|  | Promu en 1. Deild      |
|  | Relégation en 3. Deild |

## Bilan de la saison
| Promotion et relégation |                                   |
| Relégué en 3. Deild     | Fylkir Reykjavik Reynir Sandgerði |
| Promu en 1. Deild       | Fram Reykjavik KA Akureyri        |

## Meilleurs buteurs
| # | Buteurs            | Clubs             | Nb de Buts |
| - | ------------------ | ----------------- | ---------- |
| 1 | Guðmundur Torfason | Fram Reykjavik    | 11         |
| 2 | Hinrik þorhallsson | KA Akureyri       | 10         |
| 3 | Palmi Jonsson      | FH Hafnarfjörður  | 9          |
| 4 | Gunnar Gislason    | KA Akureyri       | 8          |
| 4 | Jonas Hallgrimsson | Völsungur Húsavík | 8          |